# Österrike i olympiska vinterspelen 1980
Österrike deltog i olympiska vinterspelen 1980. Österrikes trupp bestod av 43 idrottare varav 33 män och 10 kvinnor. Den yngsta av Österrikes deltagare var Annefried Göllner (16 år och 171 dagar) och den äldsta var Reinhold Sulzbacher (35 år och 205 dagar).

## Medaljer

### Guld
- Alpin skidåkning
  - Störtlopp herrar: Leonhard Stock
  - Störtlopp damer: Annemarie Moser-Pröll
- Backhoppning
  - Normalbacke herrar: KaToni Innauer

### Silver
- Alpin skidåkning
  - Störtlopp herrar: Peter Wirnsberger
- Backhoppning
  - Stora backen herrar: Hubert Neuper

### Brons
- Rodel
  - Dubbel herrar: Karl Schrott och Georg Fluckinger

- Alpin skidåkning
  - Storslalom herrar: Hans Enn